# Jaguar R4
El Jaguar R4 fue el coche que utilizó la escudería Jaguar Racing en la Temporada 2003 de Fórmula 1. Fue el coche de Jaguar que más puntos obtuvo. Sus nuevos pilotos fueron Mark Webber y Antônio Pizzonia, aunque este último fue sustituido en el Gran Premio de Alemania por Justin Wilson tras no conseguir puntos. Mark Webber firmó una temporada con 17 puntos, dos terceras posiciones en clasificación en Brasil y en Hungría. Mientras que Pizzonia se retiraba en la mayoría de las competencias. Wilson consiguió un solo punto en el GP de EEUU. El equipo finalizó otra vez 7º en el campeonato con 18 puntos, 17 de Mark Webber.

## Resultados
| Año     | Motor                 | Neu. | N.º | Pilotos          | 1   | 2   | 3   | 4   | 5   | 6   | 7   | 8   | 9   | 10  | 11  | 12  | 13  | 14  | 15  | 16  | Puntos | Pos. |
| ------- | --------------------- | ---- | --- | ---------------- | --- | --- | --- | --- | --- | --- | --- | --- | --- | --- | --- | --- | --- | --- | --- | --- | ------ | ---- |
| 2003    | Cosworth CR-5 3.0 V10 | M    |     |                  | AUS | MAL | BRA | SMR | ESP | AUT | MON | CAN | EUR | FRA | GBR | GER | HUN | ITA | USA | JPN | 18     | 7.º  |
| 2003    | Cosworth CR-5 3.0 V10 | M    | 14  | Mark Webber      | Ret | Ret | 9   | Ret | 7   | 7   | Ret | 7   | 6   | 6   | 14  | 11  | 6   | 7   | Ret | 11  | 18     | 7.º  |
| 2003    | Cosworth CR-5 3.0 V10 | M    | 15  | Antônio Pizzonia | 13  | Ret | Ret | 14  | Ret | 9   | Ret | 10  | 10  | 10  | Ret |     |     |     |     |     | 18     | 7.º  |
| 2003    | Cosworth CR-5 3.0 V10 | M    | 15  | Justin Wilson    |     |     |     |     |     |     |     |     |     |     |     | Ret | Ret | Ret | 8   | 13  | 18     | 7.º  |
| Fuente: |                       |      |     |                  |     |     |     |     |     |     |     |     |     |     |     |     |     |     |     |     |        |      |